# یواس‌ان‌اس ترنتون (جی‌اچ‌اس‌وی-۵)
یواس‌ان‌اس ترنتون (جی‌اچ‌اس‌وی-۵) (به انگلیسی: USNS Trenton (JHSV-5)) یک کشتی است که طول آن ۱۰۳٫۰ متر (۳۳۷ فوت ۱۱ اینچ) می‌باشد. این کشتی در سال ۲۰۱۴ ساخته شد.